# Ala I Pannoniorum Tampiana

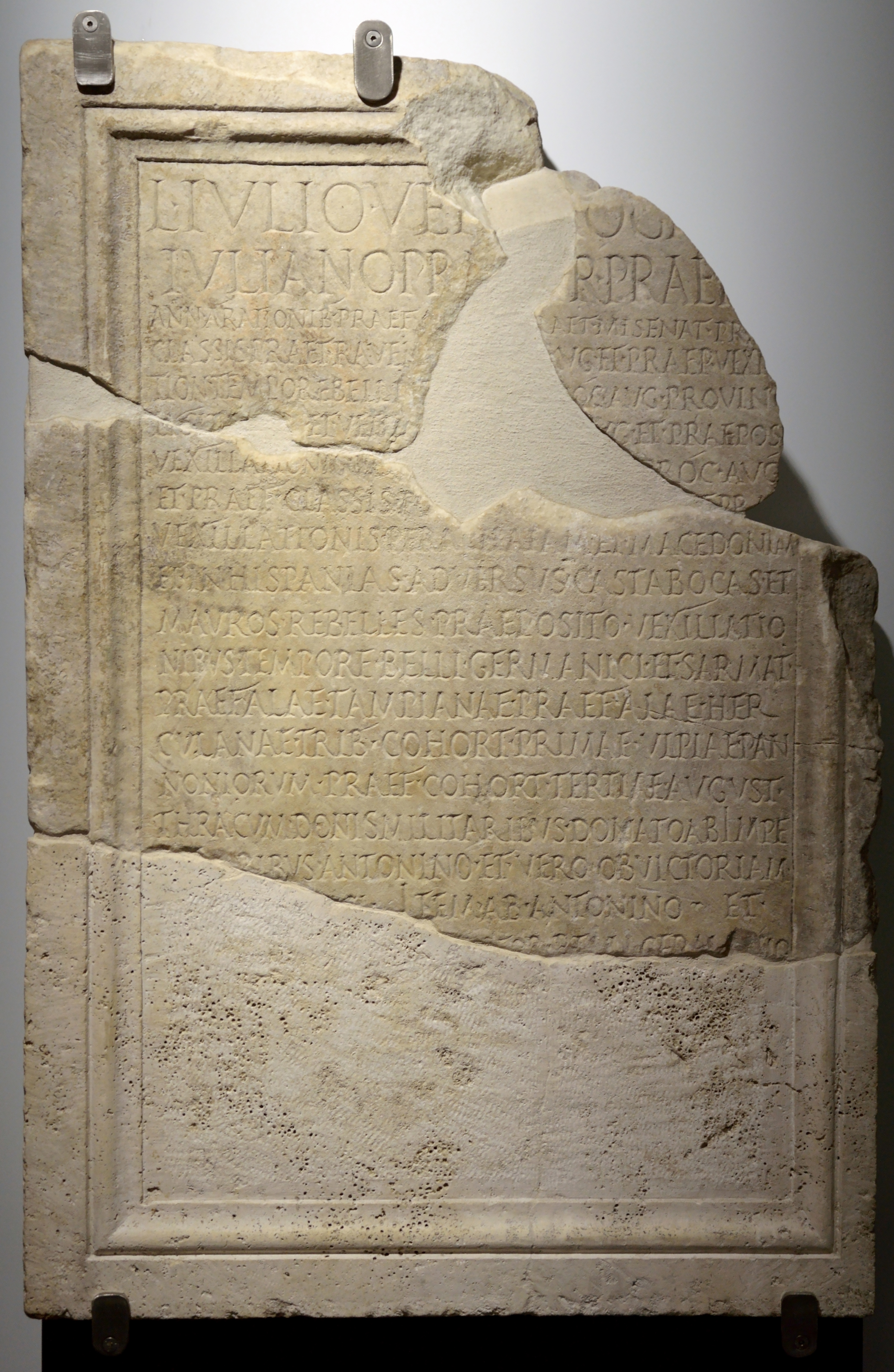
Die Inschrift des Lucius Iulius Vehilius Gratus Iulianus

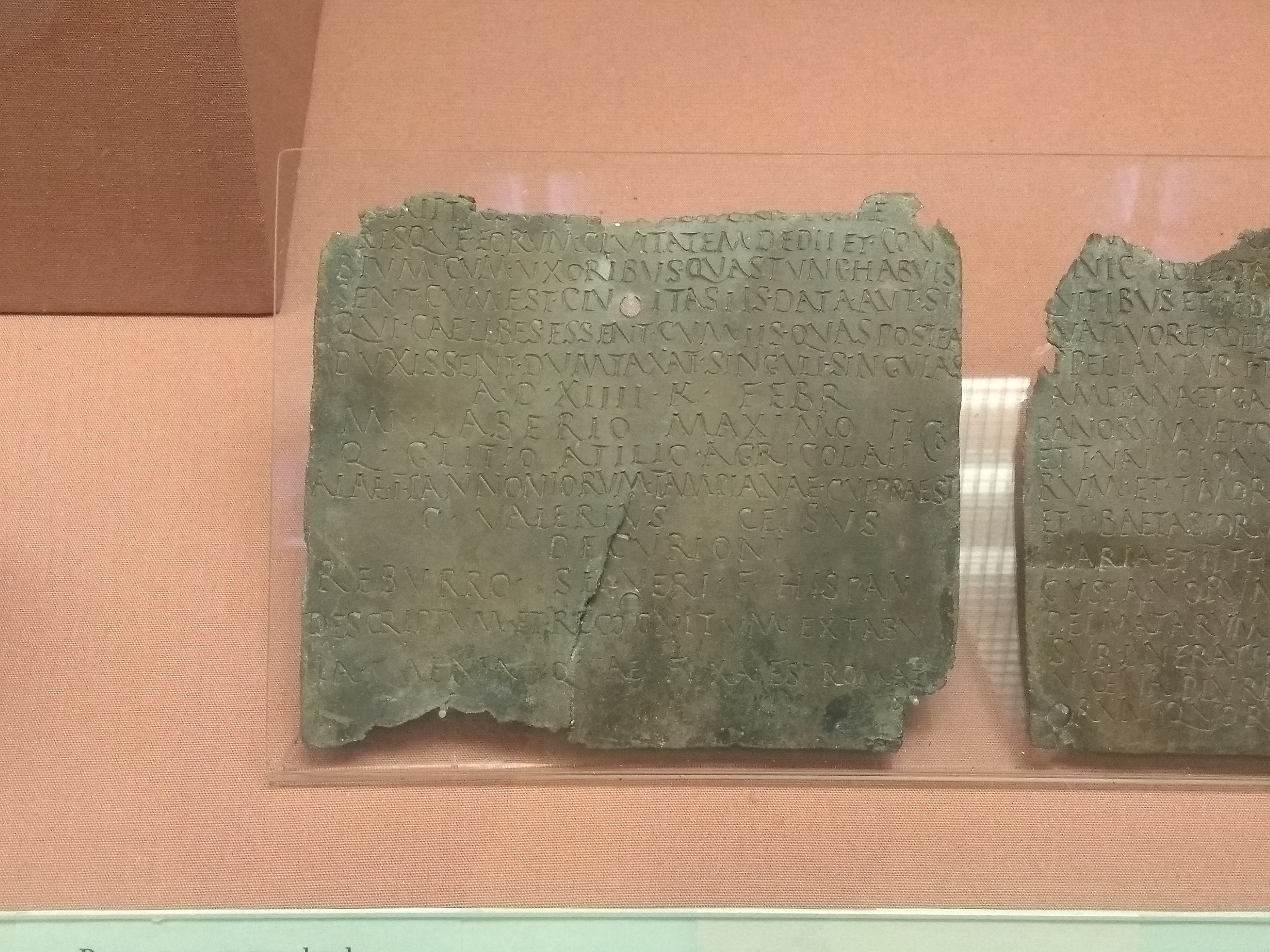
Das Militärdiplom des Jahres 103 für Reburrus

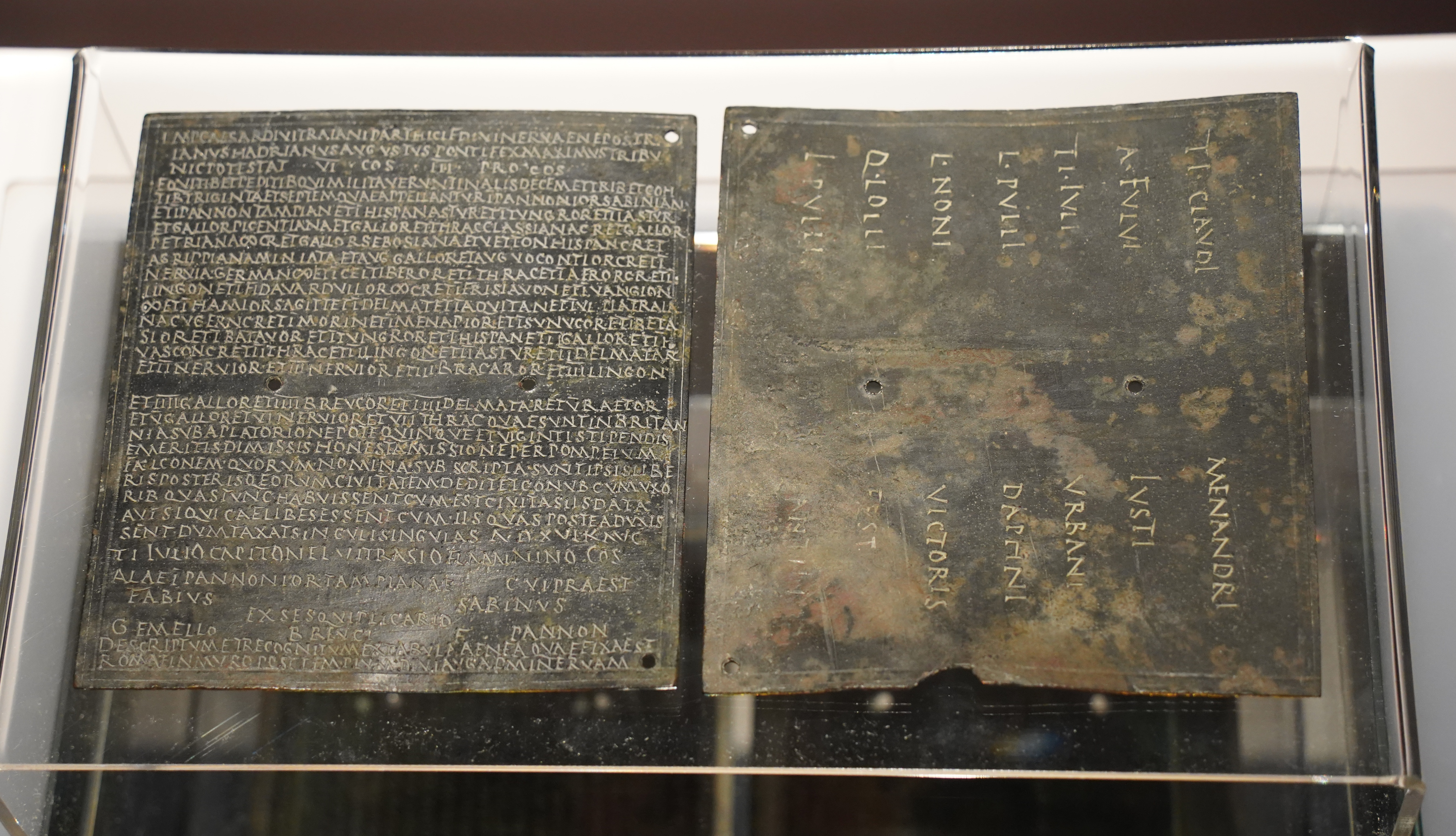
Das Militärdiplom des Jahres 122 für Gemellus

Die Ala I Pannoniorum Tampiana [victrix] [milliaria] (deutsch 1. Ala der Pannonier des Tampius [die Siegreiche] [1000 Mann]) war eine römische Auxiliareinheit. Sie ist durch Militärdiplome und Inschriften belegt.

## Namensbestandteile
- Ala: Die Ala war eine Reitereinheit der Auxiliartruppen in der römischen Armee.

- I: Die römische Zahl steht für die Ordnungszahl die erste (lateinisch prima). Daher wird der Name dieser Militäreinheit als Ala prima .. ausgesprochen.

- Pannoniorum: der Pannonier. Die Soldaten der Ala wurden bei Aufstellung der Einheit aus den verschiedenen Stämmen der Pannonier auf dem Gebiet der späteren römischen Provinz Pannonia rekrutiert.

- Tampiana: des Tampius. Einer der ersten Kommandeure der Einheit war vermutlich ein Tampius, nach dem die Ala benannt wurde. Als mögliche Namensgeber werden Lucius Tampius Flavianus, dessen Vater oder Tampius Rufus in Betracht gezogen.[A 1]

- victrix: die Siegreiche. Der Zusatz kommt in der Inschrift (AE 1953, 00128b) vor.

- milliaria: 1000 Mann. Die Einheit war wohl ursprünglich eine Ala quingenaria mit einer Sollstärke von 480 Mann. Spätestens bis 167/168 n. Chr. war sie aber zu einer Ala milliaria erweitert worden. Der Zusatz kommt zwar in den Militärdiplomen oder Inschriften nicht vor, aber aufgrund der militärischen Laufbahn des Lucius Iulius Vehilius Gratus Iulianus wird dies vermutet.[1][A 2]

Die Einheit war eine Ala milliaria. Die Sollstärke der Ala lag bei 720 Mann, bestehend aus 24 Turmae mit jeweils 30 Reitern.

## Geschichte
Die Ala war in den Provinzen Britannia, Noricum und Pannonia stationiert. Sie ist auf Militärdiplomen für die Jahre 103 bis 157 n. Chr. aufgeführt.
Die Ala wurde vermutlich während der Regierungszeit von Augustus oder Tiberius aufgestellt. Nach dem Vierkaiserjahr wurde sie wohl nach Britannia verlegt. Um 89/101 hielt sich eine Vexillation der Einheit in der Provinz Pannonia auf. Der im Jahr 122 aus dem Militärdienst entlassene Pannonier Gemellus dürfte um 97 dieser Vexillation beigetreten sein.
Der erste gesicherte Nachweis der Einheit in der Provinz Britannia beruht auf einem Diplom, das auf 103 datiert ist. In dem Diplom wird die Ala als Teil der Truppen (siehe Römische Streitkräfte in Britannia) aufgeführt, die in der Provinz stationiert waren. Ein weiteres Diplom, das auf 122 datiert ist, belegt die Einheit in derselben Provinz.
Die Ala wurde zu einem unbestimmten Zeitpunkt zwischen 122 und 133 in die Provinz Noricum verlegt. Diplome, die auf 133 bis 157 datiert sind, belegen die Einheit in Noricum als Teil der dort stationierten Truppen.
Der letzte Nachweis der Ala beruht auf der Inschrift (CIL 6, 31856), die auf 188/190 datiert ist.

## Standorte
Standorte der Ala in Noricum waren möglicherweise:
- Lentia (Linz): Der Weihealtar des Castricius Sabinus wurde hier gefunden.

Standorte der Ala in Pannonia waren möglicherweise:
- Carnuntum: Der Grabstein des Titus Flavius Crescens wurde hier gefunden.

## Angehörige der Ala
Folgende Angehörige der Ala sind bekannt:

### Kommandeure
| - C(aius) [D]omitius Montanus Sept(imius) An(nius) Romanus, ein Präfekt (AE 1953, 00128b) - C(aius) Valerius Celsus: er wird auf dem Diplom von 103 als Kommandeur genannt. | - Fabius Sabinus: er wird auf dem Diplom von 122 als Kommandeur genannt. - Lucius Iulius Vehilius Gratus Iulianus, ein Präfekt (CIL 6, 31856) |

### Sonstige
| - Castricius Sab[i]nus, ein Duplicarius (AE 1953, 00128b) - Flavius Silvanus, ein Decurio (um 89/101) (CIL 3, 4466) - Gemellus, ein Sesquiplicarius: das Diplom von 122 wurde für ihn ausgestellt. - Pudentius Maximinus, ein Veteran und ehemaliger Decurio (CIL 3, 5531) | - Reburrus, ein Decurio: das Diplom von 103 wurde für ihn ausgestellt. - T(itus) Flavius Cresce(n)s, ein Reiter (um 85/92) (CIL 3, 4466) - T(itus) F(lavius) Victorinus, ein Veteran und ehemaliger Decurio (CIL 3, 5632) |

## Weitere Alae mit der BezeichnungAla I Pannoniorum
Es gab noch drei weitere Alae mit dieser Bezeichnung:
- die Ala I Pannoniorum (Africa). Sie ist durch ein Militärdiplom von 127 belegt und war in der Provinz Africa stationiert.
- die Ala I Pannoniorum (Moesia). Sie ist durch Militärdiplome von 92 bis 157 belegt und war in der Provinz Moesia inferior stationiert.
- die Ala I Pannoniorum Sabiniana. Sie ist durch Diplome von 98 bis 178 belegt und war in der Provinz Britannia stationiert.